# Staraja Kułatka
Staraja Kułatka (ros. Старая Кулатка) – osiedle typu miejskiego w Rosji, w obwodzie uljanowskim, ośrodek administracyjny rejonu starokułatkińskiego. W 2010 liczyło 5865 mieszkańców, głównie Tatarów.

## Urodzeni
- Abdułchak Abdraziakow – radziecki polityk.